# Années 1320 av. J.-C.
Les années 1320 av. J.-C. couvrent les années de 1329 av. J.-C. à 1320 av. J.-C.

## Évènements

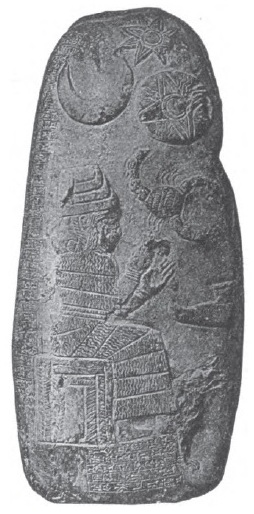
Kuddurru (stèle ou borne de pierre destinée à délimiter les domaines) du roi kassite de Babylone Nazi-Maruttash, représentant le molosse de la déesse Gula. Musée du Louvre.

- 1330-1310 av. J.-C.[1] : règne de Pahir-ishshan Ier, roi d’Élam[2]. La victoire des Kassites de Babylone sur l’Élam semble avoir été la cause d’un changement de dynastie qui a mis l’accent sur la tradition élamite en se déclarant descendante de la sœur-épouse de Shilhaha, Sukkal-Mah de la fin du XIXe siècle av. J.-C., en imposant l’usage de la langue nationale au lieu de l’akkadien et en affirmant la primauté de Napirisha, dieu originaire d’Anshan, désormais appelée Anzân.
- 1329-1320 av. J.-C.[1] : règne de Enlil-nerari, roi d’Assyrie. Guerre entre Assyriens et Babyloniens, dont l'issue semble indécise. Enlil-nerari et Kurigalzu II fixent la frontière sur le cours du Zab inférieur[3].
- 1324-1265 av. J.-C. : règne de Wu Ding, vingt-et-unième roi de la dynastie Shang, en Chine, selon la tradition[4]. Il aurait pratiqué des sacrifices humains pendant son règne. Son tombeau a été découvert en 1976.
- 1323-1298 av. J.-C. : règne de Nazi-Maruttash, roi kassite de Babylone[2].